# Kati Kovács
Kati Kovács, all'anagrafe Katalin Anna Sarolta Kovács (Verpelét, 25 ottobre 1944), è una cantante e attrice ungherese.

## Biografia
Si esibisce per la prima volta in pubblico nel 1962. Diviene famosa tre anni dopo quando vince il concorso musicale e televisivo il cui titolo può essere tradotto come Chi sa cosa?. Un anno dopo ottiene successo con il brano Nem leszek a játékszered (trad. Io non sarò il tuo giocattolo). In tre album e una raccolta lavora con il gruppo hard rock Locomotiv GT. Nel 1974 vince il Castlebar Song Contest in Irlanda. Per alcuni anni ha avuto successo anche nel Regno Unito e in Giappone. In patria è considerata una delle migliori voci nazionali femminili di sempre.

## Premi
Nel 2014 le viene conferito il Premio Kossuth.

## Filmografia parziale
- Eltávozott nap, regia di Márta Mészáros (1968)
- Holdudvar, regia di Márta Mészáros (1969)